# Grande (đảo)
Grande là một hòn đảo nằm trong cửa vịnh Subic ở phía tây nam đảo Luzon của Philippines. Đảo này chia đường vào vịnh thành hai luồng riêng biệt nhưng hiện nay chỉ có luồng phía tây là dành cho tàu thuyền lưu thông.
Đảo Grande được bao quanh bởi rạn san hô viền bờ trải dài khoảng 0,5 hải lý (926 m) về phía nam với độ sâu dưới 6 m. Đầu năm 2008, người ta nhận thấy loài sao biển Acanthaster planci đang không ngừng tàn phá rạn san hô nơi đây.

## Lịch sử
Năm 1905, Hoa Kỳ thiết lập căn cứ mang tên Fort Wint trên đảo Grande. Căn cứ này ngưng hoạt động từ sau Hiệp ước Hải quân Washington ký năm 1922 nhằm giới hạn hoạt động phát triển hải quân và chỉ được khôi phục trở lại vào năm 1941. Sau một thời gian bị quân đội Đế quốc Nhật Bản chiếm giữ, hòn đảo được quân đội Hoa Kỳ tái chiếm vào ngày 30 tháng 1 năm 1945. Tính đến cuối năm 1963, hầu như toàn bộ súng tại căn cứ Fort Wint đã bị tháo dỡ và chuyển về nước Mỹ.